# Hapithus costalis
Hapithus costalis är en insektsart som först beskrevs av Henri Saussure 1878.  Hapithus costalis ingår i släktet Hapithus och familjen syrsor. Inga underarter finns listade i Catalogue of Life.